# Zawidowice (Ukraina)
Zawidowice (ukr. Завидовичі) – wieś na Ukrainie w rejonie lwowskim (wcześniej w rejonie gródeckim) obwodu lwowskiego.
W drugiej połowie XIX wieku właścicielem dóbr Zawidowice był Edward Weissman.